# Max Jaffé (Fotograf)

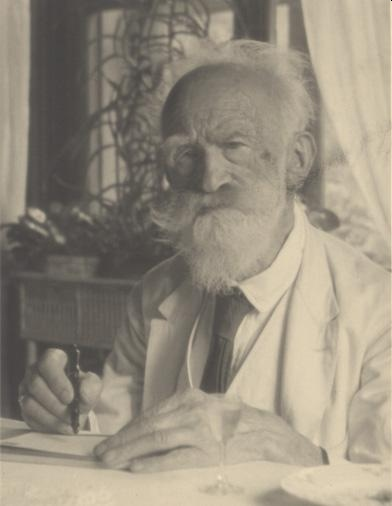
Max Jaffé am Schreibtisch (1939). Foto von Joseph Rheden.

Max Jaffé (geboren 27. Juli 1845 in Schwerin, Großherzogtum Mecklenburg-Schwerin; gestorben 14. Dezember 1939 in Wien) war ein österreichischer Fotograf, der vor allem als Pionier der farbigen Reproduktionstechnik und der Architekturfotografie bekannt geworden ist.

## Leben
Max Jaffé, ein Urenkel des Rabbiners Mordechai Jaffé und Sohn des jüdischen Kaufmanns Selig Joseph Jaffé (1802–1884), wuchs mit neun Geschwistern auf. Nach dem Besuch des Gymnasiums Fridericianum absolvierte er eine Handelslehre in Breslau und besuchte die Kunstschule in Nürnberg, wo er erstmals mit der Fotografie in Berührung kam. Um diese Kunst zu erlernen, ging er 1865 nach Paris und ließ sich dort bis 1868 in den Ateliers von Charles Reutlinger und Nadar ausbilden. Nach Abschluss seiner Lehrzeit war er von 1868 bis 1869 in Hamburg im Atelier E. Bieber tätig und beteiligte sich dort an der Einrichtung geeigneter Studioräume für Porträt- und Skulpturfotografie.
1869 siedelte Jaffé nach Wien über, wo er den Rest seines Lebens verbrachte. Im Januar 1870 wurde Jaffé als Mitglied der Photographischen Gesellschaft in Wien aufgenommen. Im darauffolgenden Jahr wurde er am 17. Januar 1871 zu deren Sekretär gewählt. In der Sitzung am 4. April wurde verkündet, dass Jaffé brieflich mitgeteilt habe, er beabsichtige länger in Hamburg zu bleiben, um ein Atelier zu übernehmen, und daher von seinem Amt zurücktrete. In der Versammlung am 2. Mai 1871 wurde anstelle von Jaffé Fritz Luckhardt gewählt. Er nahm die Wahl nicht an, weshalb die Wahl verschoben wurde. Welches fotografische Atelier Jaffé übernehmen wollte, und warum sie nicht zustande kam, ist nicht bekannt. Das Datum der Rückkehr nach Wien lag vermutlich vor Jahresende.
In den ersten Jahren arbeitete er für den Hoffotografen Josef Löwy, in dessen Auftrag er beispielsweise fotografische Aufnahmen für die Weltausstellung 1873 und der „Carlstadt-Fiumaner Bahn“ anfertigte. Von 1874 bis 1876 arbeitete Jaffé für den Fotografen Emil Rabending, ehe er (zusammen mit seinem fünf Jahre älteren Bruder Moritz) ein fotografisches Atelier gründete, das für Porträt-, Landschafts- und Architekturaufnahmen bekannt wurde und Reproduktionsarbeiten anfertigte. Später spezialisierte sich das Unternehmen ganz auf hochwertige Farb-Lichtdrucke; ab 1880 war mit dem Verlag die „Kunstanstalt für Lichtdruck, Autotypie und Dreifarbenklischees Max Jaffé“ verbunden. Zu den langfristigen Auftraggebern des Ateliers zählte beispielsweise die Wiener Akademie der Wissenschaften, die ab den 1880er Jahren Reproduktionen für ihre Veröffentlichungen (Sitzungsberichte und Denkschriften) bei Jaffé anfertigen ließ.
1880 heiratete Max Jaffé (zunächst nur in Zivilehe) Ottmarilla („Ella“) Schilling, mit der er drei Söhne und eine Tochter hatte. Am 30. Dezember 1890 ließ er sich evangelisch taufen.

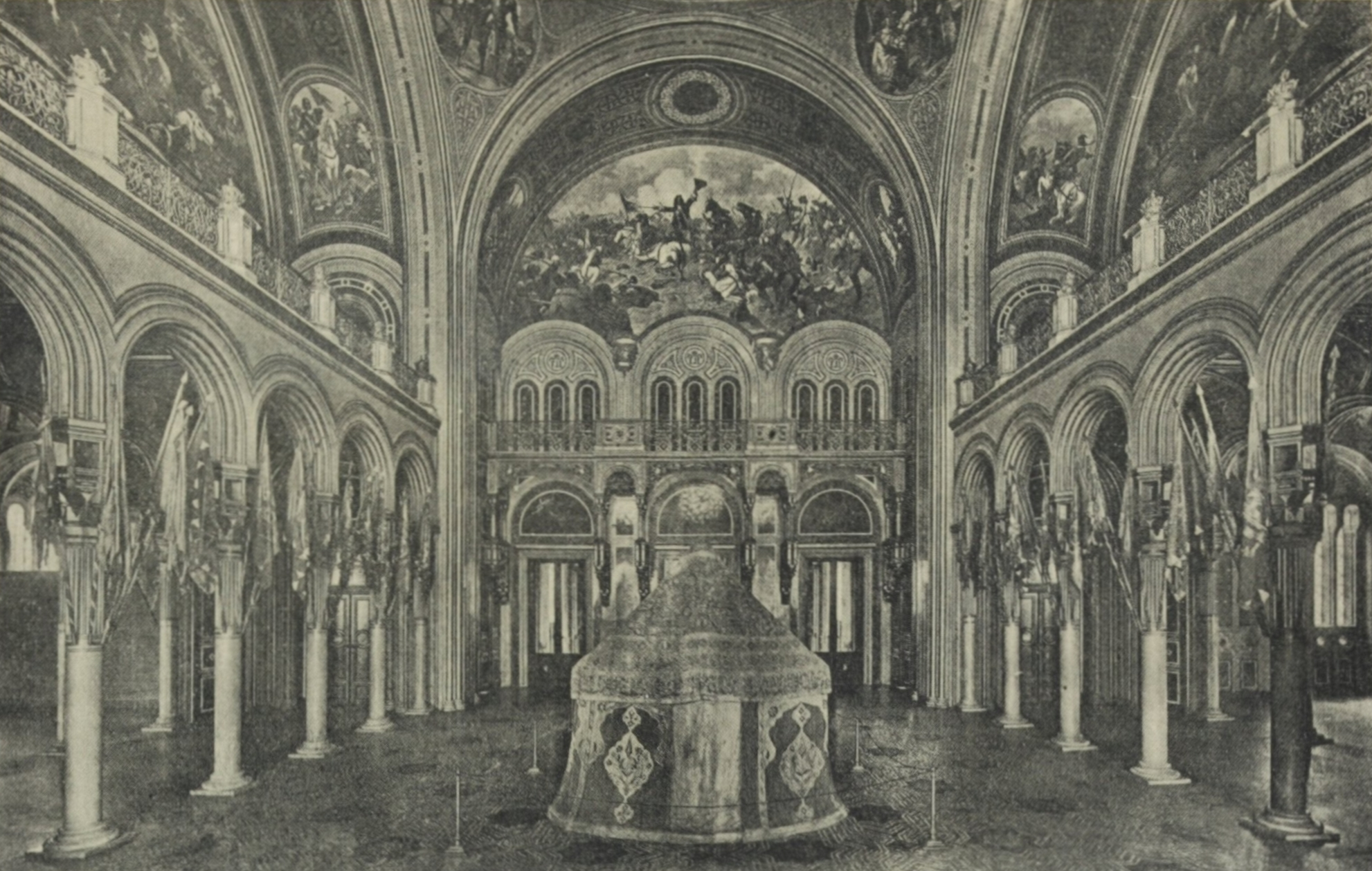
Max Jaffé: Ruhmeshalle im Heeresgeschichtlichen Museum. Bromöldruck, um 1918.

Seine Lebensaufgabe fand Jaffé in der Weiterentwicklung der Fotografie, Chemigrafie, Fotolithografie und des Farbdrucks. Er beschäftigte sich besonders mit der authentischen Wiedergabe von Farben und Schattierungen. Um das Verwackeln bei langen Belichtungszeiten zu vermeiden, konstruierte er eine Schwingbodenkamera. Gemeinsam mit seinem Bruder Moritz meldete er 1877 das Verfahren der „Jaffétypie“ zum Patent an, die farbige Vorlagen in Halbtönen für den Buchdruck mithilfe eines Gazerasters wiedergab. Später entwickelte unter anderem ein kaustisches Präparat für den Flachdruck und zusammen mit August Albert ein fotolithografisches Übertragungspapier. Berühmt waren Jaffés Innen- und Außenaufnahmen von monumentalen Wiener Bauten (darunter das Heeresgeschichtliche Museum, das Parlamentsgebäude, die Kunsthalle, die Nationalbibliothek, der Stephansdom und zahlreiche Industriegebäude), für die er Weitwinkelobjektive verwendete. Die Verzerrung vermied er mit einem selbst entwickelten Verfahren, mit dem er zu den Pionieren der Architekturfotografie zählt. Seine Innen- und Außenaufnahmen des Stifts Heiligenkreuz veröffentlichte er als Ansichtskartenserie.
Von 1888 bis 1892 unterrichtete Jaffé als Lehrer für Reproduktionstechnik an der neu gegründeten Graphischen Lehr- und Versuchsanstalt in Wien. Von 1890 bis 1897 gab er sieben Jahrgänge der Zeitschrift „Die Photographie“ heraus. Nach dem Ende des Ersten Weltkriegs zog er sich aus der Leitung seines Ateliers zurück, die er seinem Sohn Arthur überließ; dieser gründete in den 1920er und 1930er Jahren Zweigstellen in Budapest und New York, wohin er später auch emigrierte.
Max Jaffé verbrachte seinen Lebensabend in Wien mit der Weiterentwicklung fotografischer Konzepte, beispielsweise des Rotations-Lichtdrucks.

## Schriften
- Ueber Atelierbau. In: Photographische Korrespondenz. Jg. 34 (1897), S. 208 ff.
- Die nationale Wiedergeburt der Juden, H. Steinitz, 1897; Rezension: Juden in der bildenden Kunst. In: Photographische Korrespondenz, 1897, 34. Jg., S. 239 ff.
- Über den Atelierbau. In: Wiener Photographische Blätter. Jg. 3 (1896), S. 233 ff.
- Studien über die Lichtempfindlichkeit verschiedener Farben und über die Herstellung unnachahmbarer Werthpapiere. In: Photographische Korrespondenz. Bd. 14 (1877), S. 30 ff.
- Ueber Atelierconstructionn. In: Photographische Korrespondenz. Jg. 8 (1871), S. 56 ff.